# Tokyo Drifter
Tokyo Drifter (Japans: 東京流れ者, Tōkyō Nagaremono) is een Japanse misdaadfilm uit 1966 van de regisseur Seijun Suzuki.

## Verhaal
Wanneer de oude gangsterbaas Kurata beslist zijn bende op te heffen en zich voortaan op legale activiteiten te concentreren, laat ook zijn jonge medewerker Tetsu het criminele leven achter zich. De oude rivalen van de Otsuka-bende zien hier een kans om hun terrein uit te breiden. Zij proberen Kurata een gebouw afhandig te maken, maar dit mislukt door het ingrijpen van Tetsu. Bij de confrontatie tussen Kurata en Otsaku vallen echter doden. Tetsu is zo loyaal aan Kurata dat hij de verdenking op zich laadt en vlucht. 
Tatsu en Tanaka, de mannen van Otsaku, zetten de achtervolging in. Tetsu ontsnapt aan de dood met de hulp van Kenji, een deserteur uit de rangen van Otsuka. Wanneer Tetsu begrijpt dat Kurata het met Otsaku op een akkoord heeft gegooid, met zijn leven als pasmunt, besluit hij terug te keren naar Tokio voor een ultieme confrontatie.

## Stijl
De mise-en-scène en algemene stijl van Tokyo Drifter is zeer gestileerd en grafisch. Film recensent Nikolaos Vryzidis beweert dat de stijl van de film zich ontleent aan een aantal verschillende filmgenres, maar het meeste weg heeft van de Europese avant-garde films uit de jaren '60.
Op sommige momenten lijkt de film, bijvoorbeeld, zeer geïnspireerd te zijn door westerns. Het fluiten van de hoofdpersoon Tetsu doet denken aan cowboy helden. Halverwege de film breekt een groot bargevecht uit, deze scène dient een directe parodie op western films te zijn. Iedereen in de salon sluit zich aan bij de vechtpartij tegen de Amerikaanse matrozen en er wordt komisch geweld gebruikt. Niemand raakt echt blijvend gewond, ondanks het grootschalige geweld van de scène.
Tokyo Drifter maakt heel veel gebruik van kleur op een zeer extravagante en bijna onrealistische manier. Dit is opzettelijk gedaan om de film een grafisch, stripboek-achtig gevoel en stijl te geven. Dit was niet alleen voor de sier, maar diende ook om in veel gevallen de sfeer van de scène en de persoonlijkheid of humeur van de karakters weer te geven. De achtergronden veranderen op bepaalde momenten zelfs van kleur.
De film opent in gestileerd zwart-wit waar gebruik wordt gemaakt van hoge contrast. Vervolgens gaat de film over in levendige kleuren in de daaropvolgende scènes.
Het grootste deel van de film speelt zich af in Tokio wat op een zeer gestileerde en kleurrijke manier weergegeven wordt. De begintiteling bestaat uit een serie beelden van groot-Tokio, bedoeld om het gevoel van de stad kort en bondig weer te geven.
Het grootste deel van de film wordt er gebruikgemaakt van zeer kleurrijke decors die veel weg hebben van theaterdecors. Het is pas later in de film, wanneer Tetsu terechtkomt in een nieuwe ondergesneeuwde, spierwitte omgeving, wat de film een heel nieuwe visuele stijl geeft. De laatste scènes in de nachtclub maken ook gebruik van een bijna spierwit decor wat alleen onderbroken wordt door het rood van het bloed wat rondvliegt.
Regisseur Seijun Suzuki raakte na het maken van Tokyo Drifter in problemen met distributiebedrijf Nikkatsu (die voornamelijk bekendstond voor het produceren van goedkope B-films) vanwege zijn uiterst gestileerde, kleurrijke en bizarre weergave van wat een "normale" gangsterfilm had moeten zijn. Nikkatsu verbood Seijun Suzuki om daarna nog kleurenfilms te maken.

## Productie
Tokyo Drifter is de achtendertigste van veertig B-films die regisseur Seijun Suzuki tussen 1956 en 1967 maakte voor de filmstudio Nikkatsu. Zijn eigenzinnige stijl vervreemdde hem van de studiobazen, die het budget voor deze film drastisch verlaagden. Dit had echter het tegenovergestelde effect. Suzuki zou met Branded to Kill het hoogtepunt van zijn vervreemdende stijl afleveren, waarna hij door de studio werd ontslagen.

## Rolverdeling
| Acteur           | Personage |
| ---------------- | --------- |
| Tetsuya Watari   | Tetsu     |
| Chieko Matsubara | Chiharu   |
| Hideaki Nitani   | Kenji     |
| Hideaki Esumi    | Otsuka    |
| Tamio Kawaji     | Tatsu     |
| Eiji Go          | Tanaka    |